# Cayo Jutías
Cayo Jutías ist eine zur kubanischen Provinz Pinar del Rio gehörende Insel im Atlantischen Ozean. 
Sie ist neben der Cayo Buenavista und der Cayo Levisa eine der Hauptinseln des sogenannten Colorado-Archipels. Die Insel liegt in der Nähe der Bucht von Santa Lucía, nördlich der Bucht Nombre de Dios und etwa  65 km nordwestlich von Viñales. Die Insel hat eine Länge von etwa 3 km. Sie verfügt über einen Damm, der sie mit Hauptinsel Kubas verbindet Administrativ liegt es in der Gemeinde Minas de Matahambre, die zur Provinz Pinar del Río gehört. Die Insel ist bekannt für ihre unberührten Strände mit weißem Sand und die zahlreiche Mangroven.  Als Badeinsel ist sie ein beliebtes Ausflugsziel. Auf der Insel gibt es keine Hotels.

## Bilder

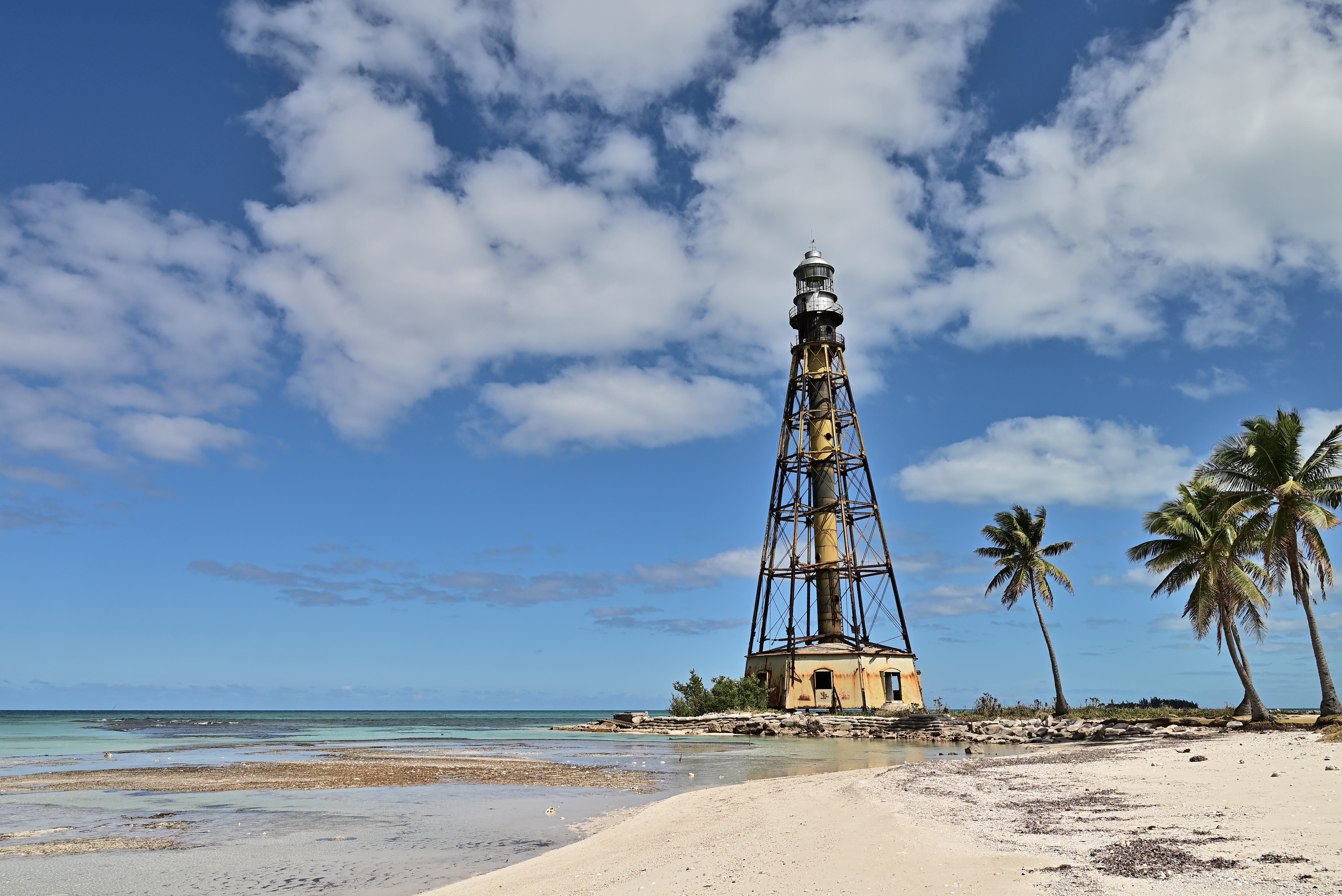
Leuchtturm auf Cayo Jutias
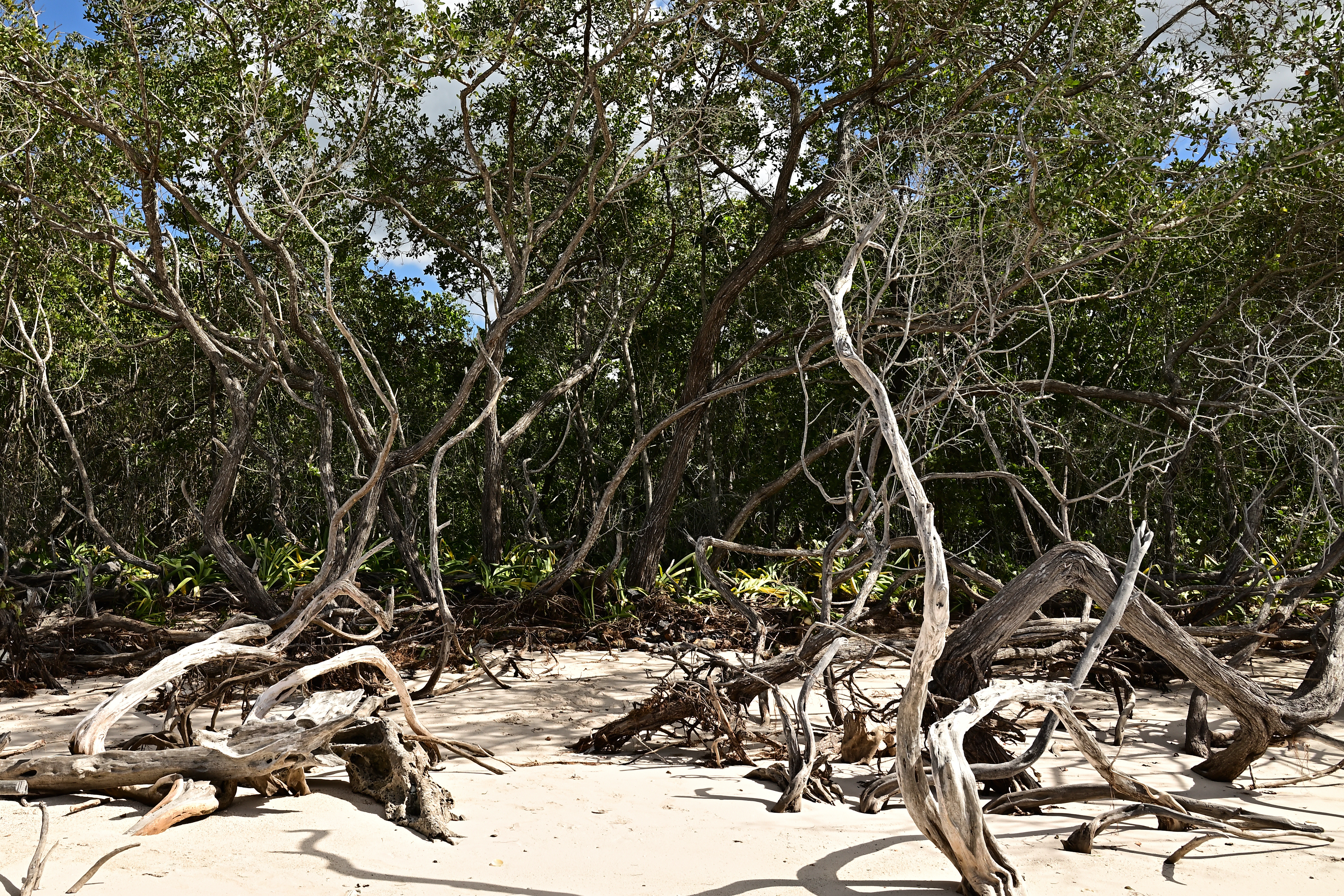
Mangroven am Strand
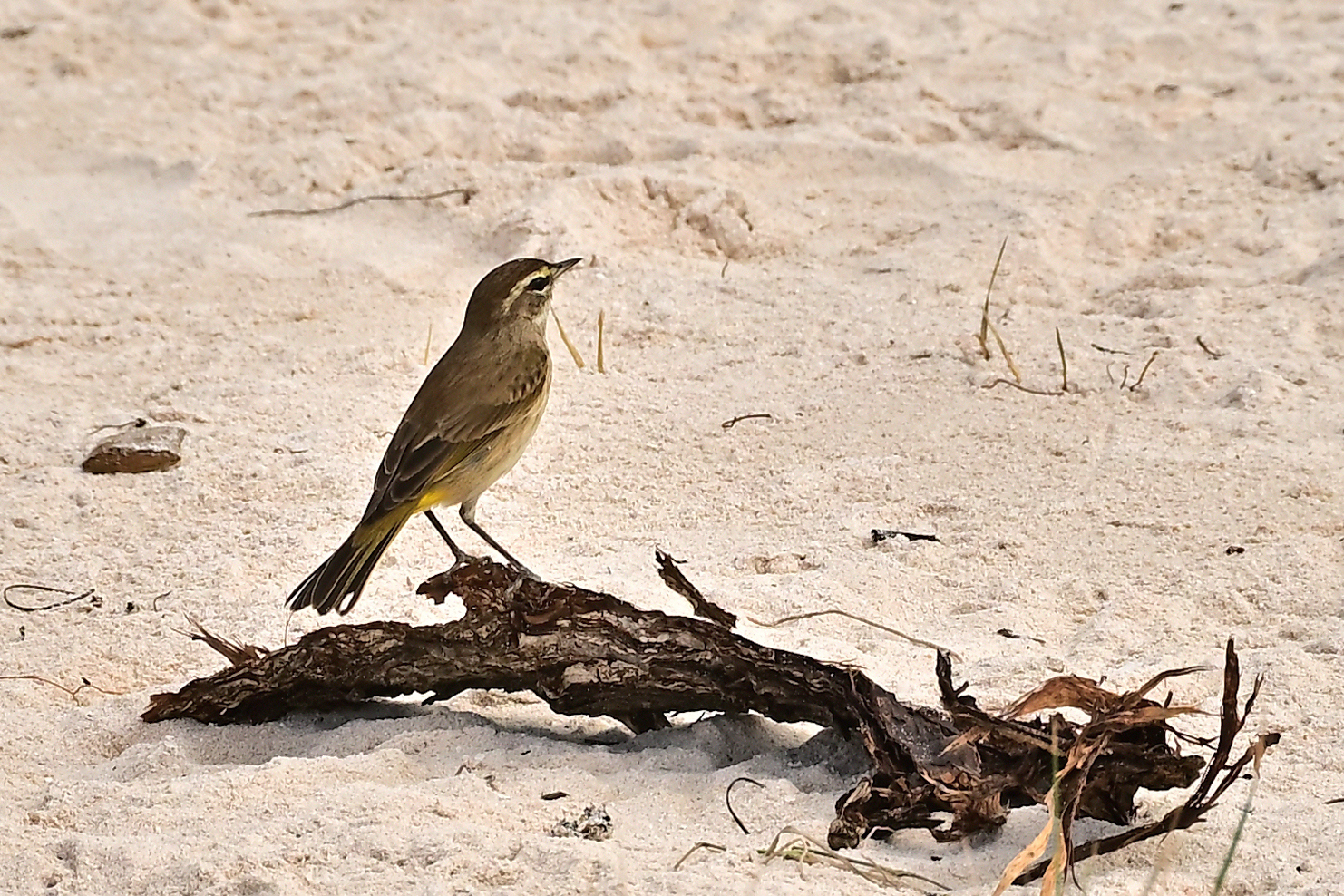
Palmenwaldsänger am Stand
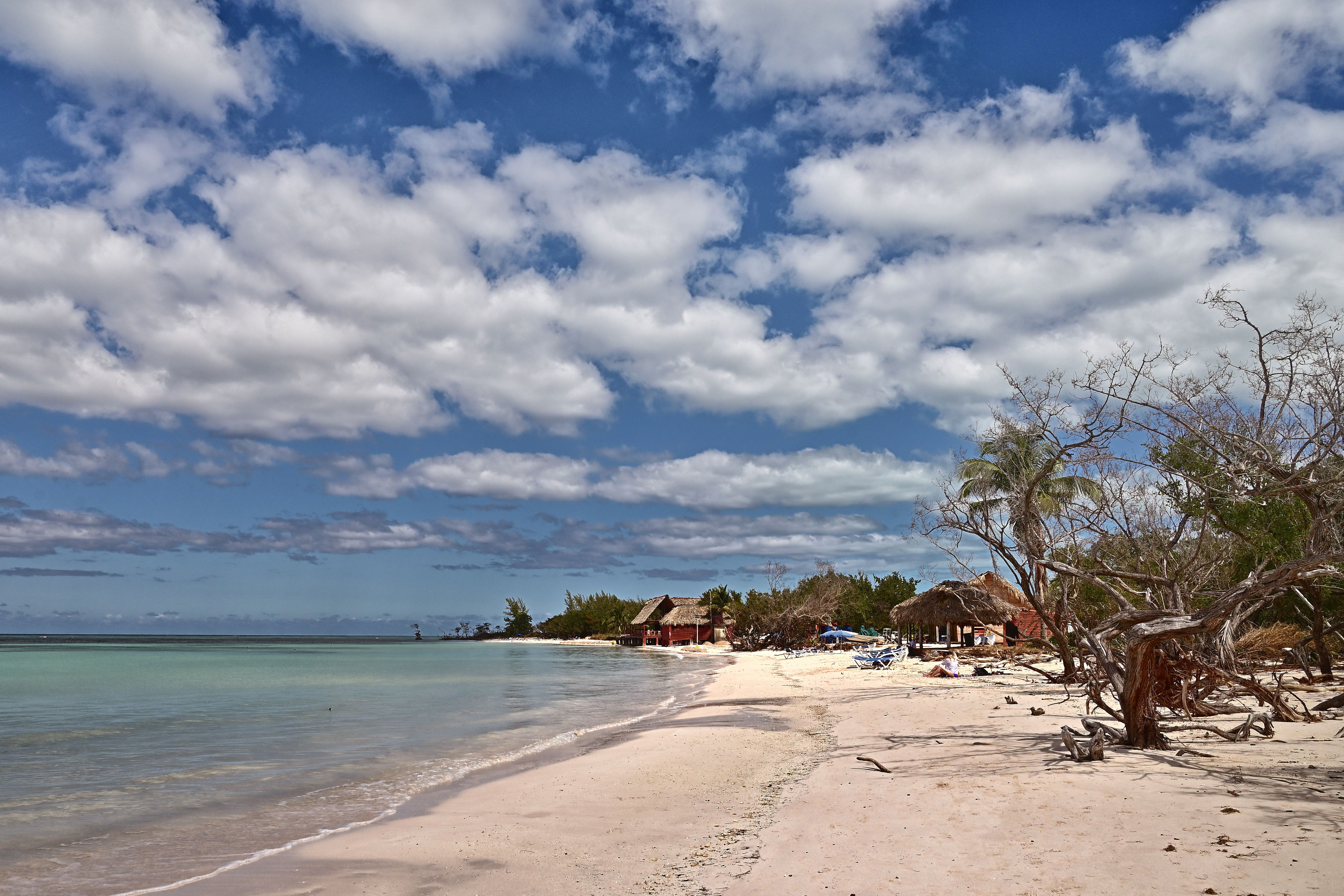
Badestrand auf Cayo Jutias